# شیواس ریگل
شیواس ریگل (به انگلیسی: Chivas Regal) یک نوع ویسکی مخلوط اسکاتلندی تولید شده توسط برادران شیواس و متعلق به شرکت پرنود ریکارد است. شرکت برادران شیواس برای اولین بار در سال ۱۸۰۱ تأسیس شد. مقر مارک شیواس ریگل که یک نام تجاری است، در یک کارخانه تقطیر در اسکاتلند است و همچنین قدیمی‌ترین کارخانه تقطیر است که در سال ۱۷۸۶ تأسیس شده‌است.
سود فروش شیواس در فاصله سال‌های ۲۰۰۲ و ۲۰۰۸ حدود ۶۱ درصد افزایش یافته‌است.

## خط تولید شیواس ریگل

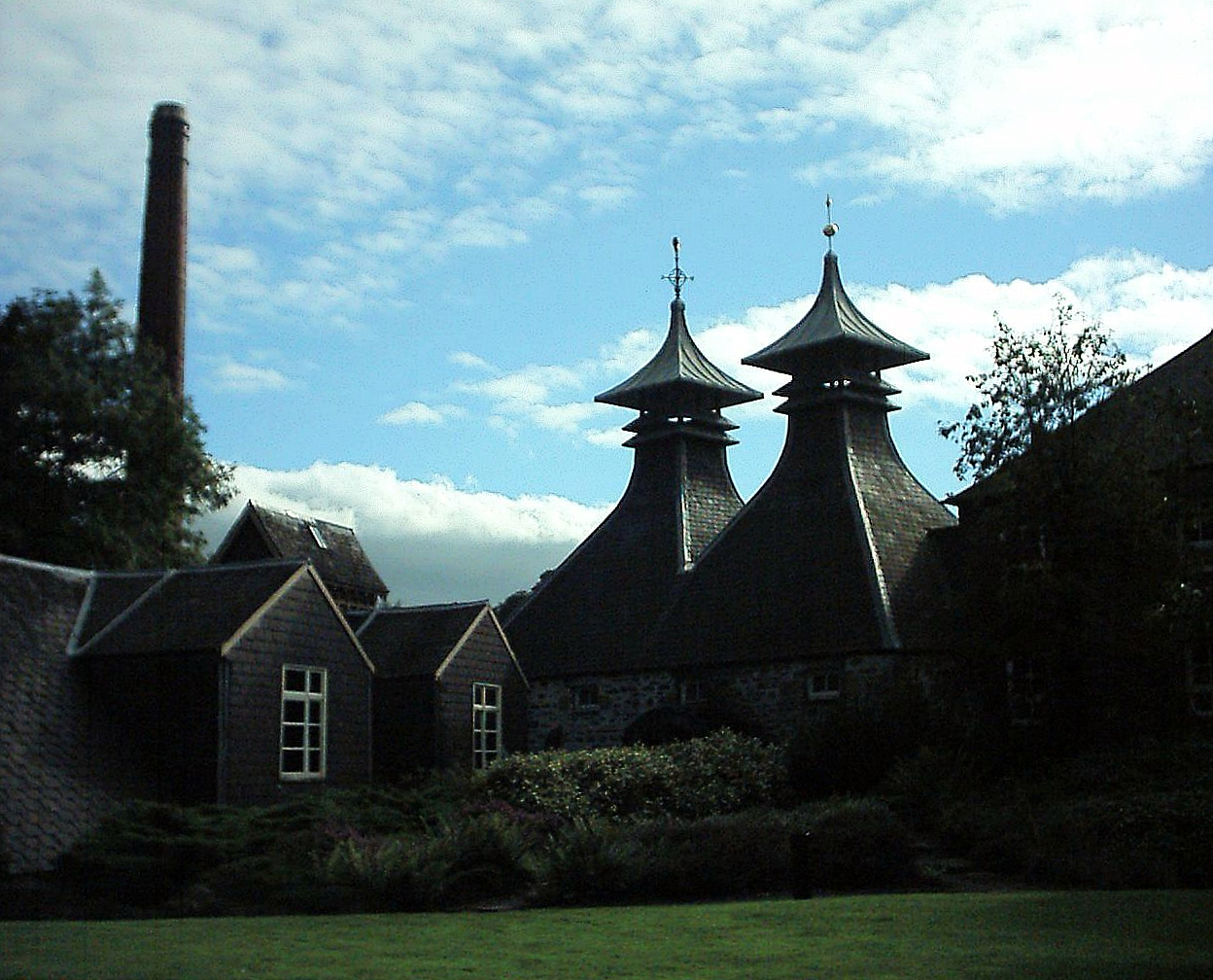
کارخانه ساخت شیواس

- شیواس ریگل ۱۲ ساله: تلفیقی از ویسکی‌های حداقل ۱۲ ساله.
- شیواس ریگل ۱۸ ساله: تلفیقی از ویسکی‌های حداقل ۱۸ ساله.
- شیواس ریگل درود سلطنتی: تلفیقی از ویسکی‌های حداقل ۲۱ ساله.
- شیواس ریگل ۲۵ ساله: تولید شده با استفاده از ویسکی‌های حداقل ۲۵ ساله، تنها در تعداد محدود با قیمت خرده فروشی ۳۰۰ دلار.
- شیواس ریگل درود توپ-۶۲: مخلوطی از ویسکی‌های حداقل ۴۰ ساله.[۲]
- شیواس ریگل شمشیر: تلفیقی از ویسکی‌های حداقل ۴۵ ساله. تنها ۲۱ بطری تولید شدند و هر بطری با ۲۲ قیراط الماس تزئین شده بودند. آنها به قیمت ۲۰۰٬۰۰۰ دلار به ازای هر بطری به فروش می‌رسد.[۳]